# Станіслав Костянтин Петруський
Станіслав Костянтин Петруський гербу Стариконь (пол. Stanisław Konstanty Pietruski; 1811, с. Підгородці, нині Сколівського району Львівської області — 28 січня 1874, Зарваниця) — галицький вчений-природознавець. Випускник Львівського і Болонського університетів. 1833 року власним коштом створив у рідному селі приватний зоологічний дослідницький центр, перший звіринець (з метою дослідження звичаїв і способу життя рідкісних птахів і плазунів, звіриний парк, де було понад 500 різноманітних створінь, який, однак, 7 січня 1848 року згорів у пожежі) і природоохоронний парк в Австрійській імперії, а можливо і в Європі. У 1832 разом зі своїм учителем, професором, доктором Олександром Завадським представляли природничі науки Галичини на з'їзді дослідників у Відні, перший зоологію, другий — ботаніку.
Результати його досліджень дивували добірні наукові товариства Відня, Берліну й Парижу, а німецький зоолог Альфред Брем у своїй праці «Життя тварин» посилається на Петруського. Учений був відзначений рядом почесних звань, став членом різних наукових товариств по всій Європі: Академії натуралістів в Єні, Наукового товариства у Кракові, Наукового товариства «Лотос» у Празі, Товариства вивчення природи в Альтенбурзі, Товариства природничих наук у Швейцарії, Товариства садівників у Баварії, Цісарської Академії дослідників природи.

## Життєпис
Батьки Петруського — Казімеж та його третя дружина, Кароліна з Хоєцьких (пол. Karolina Chojecka) володіли маєтком на Сколівщині, до складу якого, крім Підгородців, входили села Ямельниця, Сопіт, Урич. Батько Станіслава Петруського збудував у Підгородцях гуту, вапнярку і цегельню, а також запровадив чотири ярмарки в рік, чого не було навіть у містечку Сколе. Ним же був закладений невеличкий звіринець в селі Ямельниця, опис якого не зберігся.
Син змалку захопився природознавством, отримав початкову освіту. Батько відіслав його до гімназії у Львові, після закінчення якої Станіслав вступає у Львівський університет, який закінчив 1830-го. Він налагодив листування з відомим галицьким вченим, професором фізики Олександром Завадським, який вивчав природу Галичини. Завадський радить 19-річному Петруському написати листа Альфредові Брему — уже відомому в той час у цілій Європі зоологу. Листування з Бремом тривало з 1830 до 1848 і налічувало понад 1800 сторінок, три томи по 600 сторінок кожен.
1832 року Петруський продовжує навчання в Болонському університеті та разом зі своїм наставником Олександром Завадським вирушають з представництвом від Галичини до столиці імперії Відня на природничий з'їзд, де Станіслав знайомиться з відомими вченими тогочасної Європи. Після Віденського з'їзду натуралістів у нього зароджується ідея створення в рідному селі власного звіринця, який згодом став найбільшим центром зоологічних досліджень у всій Австрійській імперії.
1833 року Петруський повертається до Підгородців й починає роботу зі створення звіринця. Будуються вольєри, в довколишніх лісах проводяться відлови звірів та птахів. Площа звіринця, як його називав сам Петруський, швидко досягає до 11 гектарів. Він отримує екзотичних тварин з Віденського, Берлінського і Гамбурзького зоопарків і зоологів-любителів. До 1848 року у звіринці нараховувалося близько 500 видів тварин зі всього світу, особливо багатою була колекція папуг з Африки й Південної Америки, а також звірів Галичини. У звіринці Петруського в неволі вперше у світі 1843 року вдалося розмножити бурих ведмедів, що стало в науковому світі своєрідною сенсацією, а в 1838 йому вдалося отримати потомство голубів-гривачів, над чим билися зоологи Берліна та Парижа. Свої привітання за цим фактом Петруському передав Альфред Брем, і зі згоди першого, зафіксував цей факт в одній зі своїх робіт.
У цей час Петруський пише наукові статті, виступає на наукових конференціях в Мюнхені, Берліні, Відні, Граці. Вчений підтримує дуже теплі стосунки з Олександром Завадським та графом Володимиром Дідушицьким, часто гостить їх у Підгородцях.
Станіслав Петруський був відзначений рядом почесних звань. Він стає членом різних наукових товариств по всій Європі: Академії натуралістів в Єні, Наукового товариства в Кракові, Наукового товариства «Лотос» в Празі, Товариства вивчення природи в Альтенбурзі, Товариства природничих наук у Швейцарії, Товариства садівників у Баварії, Цісарської Академії дослідників природи.
З Львівського і Краківських університетів йому поступають пропозиції захисту докторської дисертації й переходу на роботу в ці наукові заклади, але він відмовляється від них і займається садівництвом та розведенням курей. Петруський стає членом Товариства садівників у Баварії й розводить декоративні квіти, дерева і кущі. Тісні контакти з Петруським підтримували відомі натуралісти Врем і Вігман.
На старості літ він дарує свої ентомологічні колекції, які нараховували 9 тисяч галицьких і екзотичних видів комах, свою бібліотеку, опудала звірів і птахів Варшавському закладу імені Оссолінських. Він стає академіком імператорської Академії природолюбів у Відні.
У своїй праці Євгенія Тріллер, яка вивчала епістолярій Петруського, що зберігається в Народній Бібліотеці ім. Оссолінських у Вроцлаві, пише, що вчений, бувши хворим, приїжджав до сестри Яніни Охоцької в село Зарваниця. Тут він пробував вивчати рослинний світ степової ділянки «Панталиха». Помер великий натураліст і вчений 28 січня 1874 року в Зарваниці, де й був похований.

## Звіринець
Звіринець було закладено С.-К. Петруським у 1833 на території приблизно 30 квадратних сажнів (понад 60 м²). Площа звіринця швидко зросла і становила близько 11 га, а розкинувся він біля лісового урочища «Соколе». Тут упродовж 16 років утримувалося 500 тварин і птахів різних видів, зокрема рідкісні екзотичні папуги з Африки й Амазонії, багато з яких могли розмовляти. Сучасники згадують про пару журавлів, які були прирученими, що вільно гуляли по парку, а куниці й борсуки були настільки прирученими, що бігали за господарем, як собаки. Серед мешканців звіринця згадуються антилопи, бобри, сарни, їжаки, рисі, дикі коти, лисиці (сім видів), вовки, видри, білки, ховрахи, дикі свині й навіть кроти.
Там були величезні сиві й чорні карпатські ведмеді, подільські суслики. 1843 року на світ прийшло двоє малих ведмежат: гарнесенькі створіння, які виглядали зовсім, як щенята британів, вони були ясно-сталевого кольору з білим «шарфом» на шиї й рожевими носиками, не волохаті, не подібні до батьків.
Були там також дикі голуби гривачі (Columba palumbus L.), які висиджували яйця і вільно годували голубенят в сусідстві найсуворіших недругів, яструбів і соколів. Петруський був першим, якому після трилітніх даремних старань вдалося розмножити тих диких і боязких птахів в неволі, що в Парижі й Берліні безрезультатно пробувалось зробити.
У парку також стояла величезна клітка, де можна було вигідно і безпечно оглядати чорних, сивих, строкатих отруйних змій, веретільниць, мідянок; величезні зразки чорних ужаків, і водяних щурів тощо Власник звіринця утримував їх кільканадцять років для проведення різних експериментів і навіть його два рази вкусила чорна змія. До тієї клітки з апетитом заглядали й бузьки з чаплями.
На варті парку стояла пара красивих журавлів тих найрозсудливіших і найінтелігентніших зі всіх місцевих птахів, які вільно гуляючи, не допускали до звіринця шкідливих звірят і чужих людей: якщо між звірятами виникав якийсь безлад зразу ж давали знати власникові звіринця.
Приблизно 200 європейських співаків своїми мелодіями вторувало крикам, який різав вуха «пишно одягнених» заморських какаду, арасів і амазонок: а хорові передражнювали candupowo-ponsone lory з Борнео.
У вимові людських слів змагались за першість із тутешніми круками й сойками розумні сиві африканські папуги. Петруський мав в цей час відомого на цілий край 24-літнього крука, який по правді робив чуда. Цей птах в незвичайний спосіб кликав свого пана на ім'я, наказував птахам їсти, а собі подавати каву, кликав на ім'я всіх хлопців, які йому в різних роках давали їсти. В особливому випадку, бо зазвичай він не розумів того, що говорив, коли був у поганому настрої, всіх обзивав викриком «який ти зануда», якого навчився від свого пана, вживаючи тих слів при не задоволенні й викликаних частим, багаторазовим нерозумінням чорного крилатого учня. Окрім того, ще плів багато інших речей по польськи й українськи, кашляючи при цьому вибірково, ніби мав сухоти.
Гарно облаштований голуб'ятник був заповнений найгарнішими зразками рідкісних порід декоративних голубів. Петруський мав пишних чорних і білих павіанів, великих горлопанів, які стукали маховим пір'ям на кінцівках, потішних капуцинків, ластівок, кипарисків і тому подібних. Зі співучих птахів траплялись рідкісні види: чудні й дотепні скельні дрозди, які несли яйця. Ці яйця власник і посилав Бремові. Мав Петруський також два види гарного і великого північного снігура, який живе в північних країнах Скандинавії, зловленого випадково в Семенівці. Старий самець є цілий покритий порічково-червоним забарвленням.
Окрасою звіринця, короною мистецтва приручення були попелясті пташки гаїчки болотяні (Parus palustris L.), а також повзики звичайні (Sitta europaea L.), які вільно літали й ніколи спеціально не вирощувалися, однак які великою терпеливістю і витривалістю до такого ступеня були власником випещені, що на його оклик із саду прилітали до нього у двір і сідали на руки, а через відчинене вікно влітали до кімнати на спільний з господарем сніданок.
Пара синиць мала також звичку щоденно влітати через відчинене вікно до кімнати і разом з господарем снідати.
Звіринець у Підгородцях був чудовою колекцією, утримуваних невеликим коштом і давав можливість для проведення багатьох цікавих спостережень. Професори зоології доктори Колумбус і Кнер спеціально приїздили зі Львова, щоб подивитись на цей «Ноїв Ковчег», а Бремові й Вігманові Петруський щомісяця пересилав звіт про стан справ.
Пожежа 7 січня 1848 року безповоротно знищила всі колекції живих і велику частину мертвих скарбів натураліста.
З усієї звірини врятувати вдалося лише пару голубів-гривачів. Уціліла також частина наукової бібліотеки з 800 книг, а також декілька опудал карпатських ведмедів (все це стало власністю Варшавського Оссолінеуму).
Костянтин Петруський, однак, упродовж десяти наступних років впорядковував те що залишилося і писав наукові праці за результатами багатьох досліджень, які він зібрав за 16 років існування звіринця.

## Праці
Від вогню була врятована велика кількість заміток, які збереглися в бібліотеці, та які Петруський почав опрацьовувати й готувати до друку. Так вийшла його фундаментальна праця «Природна історія диких звірів-ссавців Галичини», в якій тільки досліди проведені над ведмедями зайняли одинадцять сторінок, а на їх проведення пішло десять років праці.
Пізніше Петруський видав «Природознавчу історію і годівлю співучих птахів», яка містила описи догляду в неволі за всіма нашими співучими птахами. Після цієї праці він видав «Історію природознавчу і годівлю хижих птахів», птахів, які розмовляють і з гарним забарвленням (декоративних), де знаходимо цікаву біографію згадуваного вище вченого крука.
Ще надрукував Станіслав Петруський «Природознавчу історію і годівлю голубів», яка містить докладну монографію всіх європейських голубів, як домашніх, так і диких.

## Висловлювання
Про ставлення до природознавства в Галичині в ті часи добре свідчать такі його слова:
|  | … люди інтелігентні з болем дивилися на тих, хто цілковито віддавався цій невдячній справі. |

## Пам'ять
Через 37 років після його смерті вперше про Петруського на теренах Польщі двічі написав Богдан Януш 1911 року. У Варшаві вийшла його книжка — Stanislaw Pietruski zalozyciel parku zwierzecego w Podhorcach. Пізніше Б. Януш 1912 р. н. надрукував витяг із цієї статі в журналі СІЛЬВАН — органі Галицького лісового товариства, що виходив у Львові.
Протягом майже століття ім'я Петруського замовчували. Польська наукова еліта не змогла йому пробачити лібералізму та прихильного ставлення до «русинів», а в Радянській Україні до нього ставились з підозрою через шляхетське походження.
Не знаючи всієї істини про натураліста в період уже набагато пізніший, практично на двісті років у період, уже Незалежної України, ім'я Станіслава Петруського було витягнуто із небуття, висвітлено першим, його односельцем, істориком Романом Щуром в його монографії про село Підгородці, в історико-культурній монографії Григорія Дем'яна «Сколівщина», Іваном Великим — у часописі «Ї», що виходить у Львові, Андрієм Заморокою — в інтернет-виданнях.

## Вибрані праці
- Pietruski S. K. Verzeichnis der Vogel Galiziens // Arch. f. Naturgesch. — Leipzig, 1840. — S. 369—376.
- Pietruski S. K. Uber den Nutzen der Vogel in der Okonomie der Natur // Isis. — Zurich, 1843. — S. 585—597.
- Pietruski S. K. Historia naturalna zwierząt ssących dzikich galicyjskich [etc.]. — Lwów: Drukarnia Zakładu Narodowego imenia Ossolińskich, 1853. — 100 s.
- Pietruski S. K. Historia naturalna i hodowla ptaków zabawnych i użytecznych (у 4 томах). — 1860—1866.
- Pietruski S. K. O niektórych rzadszych krajowych zwierzętach ssących. — Lwów, 1869.
- Pietruski S. K. Krótki pogląd na rozwój ogrodnictwa w Europie ze szczególnym uwzględnieniem tej sztuki w Polsce. — Gazeta Narodowa. — 1869.